# Corazón de dos ciudades
Corazón de dos ciudades fue una telenovela mexicana de 1969, para Televisión Independiente de México. Protagonizada por Herbert Wallace y Julián Bravo. Adaptada por Antonio Monsell de la historia original de Edmundo de Amicis, Corazón: Diario de un niño.

## Sinopsis
La historia se desarrolla en el Torino de 1800 en el imperio de UmbertoI (El Renacimiento italiano). Es un cuento infantil con muchos sentimientos y, a menudo, tonos dramáticos. Enrico Bottini cuenta la historia de una familia acomodada compuesta por los padres Alberto y Adriana, y los hermanos Nino y Silvia. Se trata de niños que asisten a la escuela primaria hasta el examen once. En la escuela hay: el maestro Sr. Perboni, estricto pero muy humano; el sacerdote Padre Fernando y los alumnos: Garrone el niño gordo, altruista y generoso, Coretti con un padre carpintero, Carlo Nobis el más snob, los gemelos terribles Pino y Pano, De Rossi el más estudioso, Antonio Rabucco ("El pequeño albañil" ) porque su padre es una capa de ladrillos, Precossi el más pobre, Betti con un padre carbonero, Franti, un niño travieso destinado a un destino feo, y otros: Garoffi, Votini, Robetti, Crossi, Stardi ... Durante un corto período de tiempo, el Sr. Perboni es sustituido por la maestra Sra. Delcati, muy querida por los estudiantes. Todos los meses, el Sr. Perboni leía una historia como: "La venganza de Lombardía", "el pequeño copista de Florencia", "De los Apeninos a los Andes", "La erizo de enfermera", "El baterista de Cerdeña", "Sangre de Romaña" , "El patriota de Paduan"

## Reparto
- Herbert Wallace
- Julián Bravo
- Enrique Ramsey
- Guillermo Orea
- Arturo Beristáin
- Francisco Serrano
- Jorge Balzaretti
- María Antonieta de las Nieves